# Charles Regnault de Prémesnil
Pour les articles homonymes, voir Charles Regnault (homonymie) et Regnault.
Charles Regnault de Prémesnil (Montpellier, 6 août 1837 - Paris, 25 juin 1908) est un officier de marine français. 

## Biographie
Fils d'Auguste Regnault de Prémesnil, polytechnicien et capitaine du Génie en 1841, Charles  entre à l'École navale en octobre 1853 et en sort aspirant de 2e classe en juillet 1854. Il sert alors sur le Marengo dans l'escadre de Crimée et se fait remarquer avec la compagnie de débarquement du navire lors de l'attaque de Sébastopol.
En 1855, il passe sur le Montebello puis sur le Friedland et est promu en juin aspirant de 1re classe. L'année suivante, il sert sur la Gironde puis en janvier 1857 sur la Fusée à la division des mers de Chine.
Enseigne de vaisseau (juin 1857), il prend part aux opérations de Chine dont à la prise de Canton et est grièvement blessé pendant l'attaque des forts de Peï-Ho. En Cochinchine, il participe aux opérations autour de Saigon (1859-1861) et est nommé au choix lieutenant de vaisseau en août 1861.
En juin 1862, il passe sur l' Africain à la station du Sénégal comme second puis comme commandant de l' Arabe. Il reste quatre années dans la colonie et se distingue en 1863 durant l'expédition du Fouta où il commande une flottille de bateaux plats. Aide de camp et chef d'état-major de Faidherbe (mars 1863-septembre 1864), directeur en parallèle des affaires indigènes, il commande en septembre 1864 le Crocodile puis revient en France en 1865 et embarque sur le Magnanime avant de revenir au Sénégal comme commandant de la Basilic (1866-1867). 
Officier d'ordonnance du ministre de la Marine Charles Rigault de Genouilly (mars 1868), il commande en août 1869 l'aviso à vapeur Coëtlogon à la division des mers de Chine et est promu capitaine de frégate en août 1870. 
En mars 1871, il commande la Vénus à Brest puis sert à Paris au ministère (1871-1872), à la majorité de Cherbourg (septembre 1872) puis comme aide de camp de Rigault de Genouilly et secrétaire de la Commission centrale d'examen des travaux des officiers en janvier 1873.
Chef d'état-major de Victor Duperré sur le Fleurus en octobre 1874, il est chargé de plusieurs missions diplomatiques à la cour de Hué et au Tonkin pour régler les ennuis apparus lors des opérations de Francis Garnier sur le fleuve Rouge. En juin 1877, il commande l' Averne et la station de Granville puis en juillet 1878, le Crocodile et assure la surveillance des pêches en Manche. 
Premier aide de camp de Duperré sur le Trident (mars 1879) en escadre d'évolutions, il est promu capitaine de vaisseau en octobre 1879 et commande en avril 1880 le Suffren comme capitaine de pavillon de l'amiral Lafont. 
En 1881, il entre au Conseil des travaux puis commande en octobre le cuirassé Amiral-Duperré en essais. Chef d'état-major de l'escadre d'évolutions sur le Colbert (décembre 1881) puis sur le Marengo (novembre 1882), sous-chef d'état-major du ministre (novembre 1883), il reprend ses fonctions de chef d'état-major de l'escadre d'évolutions sur le Colbert auprès des amiraux Duperré et Krantz et devient en février 1886, dans le Conseil des travaux, membre de la commission chargée de l'étude des améliorations du port du Havre. 
Nommé en juillet 1886 commandant de la marine en Corse, promu contre-amiral en décembre, il revient au Conseil des travaux en avril 1887, est nommé membre de la Commission des phares et en janvier 1889, du Conseil de l'observatoire de Paris, il commande en décembre 1889 la division navale du Pacifique sur le Dubourdieu et effectue alors un tour du monde par Suez, Colombo, Singapour, le Japon, Hawaï, l'Australie, la Nouvelle-Zélande, Valparaiso et Panama. 
En mai 1892, il commande en sous-ordre l'escadre d'évolutions sur le Colbert, est nommé vice-amiral en février 1893 et préfet maritime de Lorient en mars avant de reprendre en octobre 1894 sa place au Conseil des travaux puis de commander en chef l'escadre du Nord sur le Suffren puis sur le Hoche (octobre 1894-décembre 1896). 
De nouveau membre du Conseil des travaux et de la Commission supérieure des archives de la marine, inspecteur général (février 1899), président du Comité consultatif de la marine (août 1900), il prend sa retraite en août 1902. 
Mort à Paris en juin 1908, il est inhumé au cimetière d'Équilly (Manche).

## Récompenses et distinctions
- Chevalier (28 aout 1858), Officier (11 mars 1868), Commandeur (26 décembre 1888) puis Grand Officier de la Légion d'Honneur (30 décembre 1897).